# ヘヴィサイドの展開定理
ヘヴィサイドの展開定理（ヘヴィサイドのてんかいていり、英: Heaviside's expansion theorem）は、ある種の関数のラプラス逆変換を与える定理である。オリヴァー・ヘヴィサイドはイギリスの電気技師。有理関数に関するもののみを指す場合が多いが、より一般の有理型関数に対する主張へ拡張される。以下では、有理関数のみ扱うものとする。

## 概要
P(s), Q(s) は共通因子を持たない実数係数多項式で、次数は P の方が小さいとし、有理関数 F(s) = P(s) / Q(s) のラプラス変換による原像を求めたいものとする。代数学の基本定理より、分母 Q(s) は複素数の範囲で一次式の積に分解できて
{\displaystyle F(s)={\frac {P(s)}{(s-a_{1})^{n_{1}}\cdots (s-a_{r})^{n_{r}}}}}
となる。これを部分分数分解すれば
{\displaystyle F(s)=\sum _{i=1}^{r}\sum _{j=1}^{n_{i}}{\frac {A_{ij}}{(s-a_{i})^{j}}}}
の形になる。ここに、各係数は
{\displaystyle A_{ij}={\frac {1}{(n_{i}-j)!}}\lim _{s\to a_{i}}{\frac {d^{n_{i}-j}}{ds^{n_{i}-j}}}((s-a_{i})^{n_{i}}F(s))}
で与えられる。各部分分数の原像は
{\displaystyle {\mathcal {L}}^{-1}\left[{\frac {A}{(s-a)^{n}}}\right]={\frac {A}{(n-1)!}}t^{n-1}\exp(at)}
で与えられるので、F(s) の原像が求まる。
以上より、有理関数のラプラス逆変換は理論的には求まるが、計算しやすい公式の形で与えられたものを「展開定理」と称することが多い。その式の形は文献によって多少の差異があるが、本質的には同じものである。
Q(s) が虚根を持つ場合、一旦は虚数が現れるが、オイラーの公式を用いて三角関数に変形すれば、実関数の範囲で原像が求まる。計算上は、複素数の範囲で一次式に分解するのではなく、実数の範囲で高々二次式にまで分解しておき、
{\displaystyle {\mathcal {L}}^{-1}\left[{\frac {\omega }{(s-a)^{2}+\omega ^{2}}}\right]=\exp(at)\sin(\omega t)}
{\displaystyle {\mathcal {L}}^{-1}\left[{\frac {s-a}{(s-a)^{2}+\omega ^{2}}}\right]=\exp(at)\cos(\omega t)}
などを用いる方が実践的である場合もある。

## 分母が単根のみを持つ場合
分母が単根のみを持つ有理関数
{\displaystyle F(s)={\frac {P(s)}{Q(s)}}={\frac {P(s)}{(s-a_{1})\cdots (s-a_{r})}}}
の原像は
{\displaystyle {\mathcal {L}}^{-1}[F(s)]=\sum _{i=1}^{r}{\frac {P(a_{i})}{Q'(a_{i})}}\exp(a_{i}t)}
で与えられる。Q′(ai) は、より具体的には
{\displaystyle Q'(a_{i})=\prod _{j\neq i}(a_{i}-a_{j})}
として計算できる。

## 分母が重根を持つ場合
分母がn重根 a を持つ有理関数
{\displaystyle F(s)={\frac {P(s)}{Q(s)}}={\frac {\phi (s)}{(s-a)^{n}}}=\sum _{j=1}^{n}{\frac {A_{j}}{(s-a)^{j}}}+R(s)}
に対しては、
{\displaystyle A_{j}={\frac {1}{(n-j)!}}\lim _{s\to a}{\frac {d^{n-j}}{ds^{n-j}}}((s-a)^{n}F(s))}
であるから、
{\displaystyle {\mathcal {L}}^{-1}[F(s)]=\exp(at)\sum _{j=1}^{n}{\frac {\phi ^{(n-j)}(a)}{(n-j)!(j-1)!}}t^{j-1}+{\mathcal {L}}^{-1}[R(s)]}
が成り立つ。右辺第1項は
{\displaystyle {\frac {1}{(n-1)!}}\lim _{s\to a}{\frac {d^{n-1}}{ds^{n-1}}}(\phi (s)\exp(st))}
と同じものである。